# 安宁陵

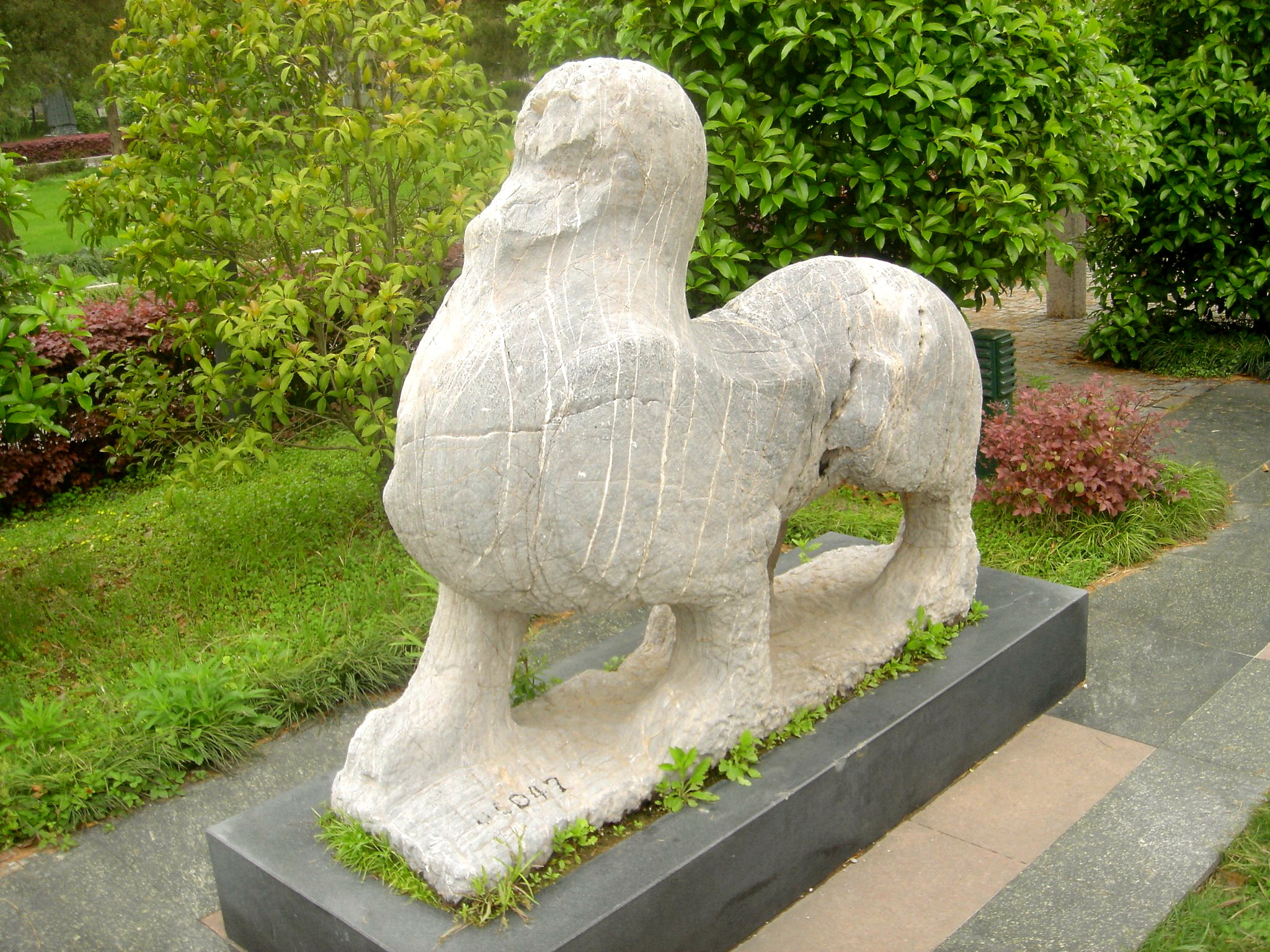
安陵前小石兽

安宁陵、安陵是中国南北朝时，南梁昭明太子萧统的陵墓。具体所在有异。
萧统是梁武帝萧衍的太子，531年四月初六，萧统去世，谥号昭明。五月庚寅，安葬。唐宋文献记载的萧统墓地方位存在差异，大体可断定为今南京市区东北四五十里处，今栖霞区甘家巷一带的南梁皇族墓葬区。当时，南梁皇帝和皇后死后归葬故里——兰陵县东城里山（今江苏省丹阳市东北郊三城巷迤北）。其他皇族成员则葬在都城建康附近，甘家巷一带的南梁皇族墓葬区。当代考古发掘证实，甘家巷一带自西北往东南分别有萧伟、蕭景、萧憺、萧秀、萧融、蕭象、蕭宏等王侯及家族墓葬:54—55。
551年，萧统孙子豫章王萧栋即位，追尊祖父萧统为昭明皇帝。庙号高宗，陵号安陵。《梁书》、《南史》、《建康實錄》则记为安宁陵。按照南梁陵号的命名特征，萧统墓不可能使用双字命名，因此安陵是正确的陵号。此前，萧统生母丁令光逝世，其墓被称为宁陵。当代研究者认为，丁令光、萧统母子安葬在同一陵园内，故命名为安宁陵:55。
侯景之乱时，杜崱、杜岸兄弟背叛其子萧詧，杜氏家族被灭。承聖元年（552年），杜崱应其弟萧绎之命随王僧辯进攻侯景。“及建鄴平，崱兄弟發安寧陵焚之，以報漆惋之酷”。萧绎没有责怪他。
安陵所在，一说在位于南京市栖霞区燕子矶街道太平村太子凹。出土一只小石兽。小石兽现迁至南京市中山东路312号南京博物院的院子里，入门右侧约30米处。2013年后，认为栖霞区栖霞街道狮子冲南朝大墓为他和生母丁令光的墓葬。这两座墓葬共用一个神道和一组石像生:55。